# Ghana aux Jeux paralympiques
La participation du  Ghana aux Jeux paralympiques débute aux Jeux paralympiques d'été de 2004 à Athènes.
Le Ghana a participé à toutes les éditions des Jeux paralympiques d'été depuis 2004, et à aucune des éditions d'hiver.
Il n'a remporté aucune médaille depuis son entrée en lice dans la compétition.   